# Ari Folman
Ari Folman (Hebreeuws: ארי פולמן) (Haifa, 17 december 1962) is een Israëlisch filmregisseur en schrijver.

## Biografie
Ari Folman vervulde zijn militaire dienst in het Israëlische leger in het begin van de jaren 80 en nam deel aan de Israëlische veldtocht in Libanon. Daarna reisde hij enkele maanden door Azië als rugzaktoerist. Het verblijf in het buitenland inspireerde hem om na zijn terugkeer in Israël filmstudies te gaan studeren. Folman had al succes als regisseur met zijn eindexamenfilm van de filmacademie, Comfortably Numb (1991). De documentaire, die hij samen met Ori Sivan maakte, ging over de Iraakse raketaanvallen op Tel Aviv tijdens de tweede Golfoorlog in 1991. De film won een prijs op het Jerusalem Film Festival in 1991 en de Ophir Award, de Israëlische filmprijs, in hetzelfde jaar in de categorie Beste Documentaire Film.
Tussen 1991 en 1996 wijdde Folman zich aan het conflict in het Midden-Oosten in verschillende televisiedocumentaires voordat hij zijn eerste speelfilm regisseerde, Saint Clara (1996), opnieuw met Ori Sivan. Beiden waren ook verantwoordelijk voor het scenario van de verfilming van een roman van de Tsjech Pavel Kohout. De titelrol wordt gespeeld door Lucy Dubinchik als een 13-jarig Russisch immigrantenkind dat haar bovennatuurlijke krachten gebruikt om haar klasgenoten te helpen slagen voor een wiskunde-examen op haar nieuwe school in Israël. Clara wint de liefde van Tikel (gespeeld door Halil Elohev), een medeleerling van dezelfde leeftijd, die met haar hulp een revolutie probeert te ontketenen. Met Saint Clara slaagden Folman en Sivan erin voort te bouwen op hun eerste succes; ze kregen internationale kritieken voor hun sympathieke en humoristische kijk op kinderen, zonder enige sentimentaliteit. In 1996 was de film de grote winnaar bij de Israeli Film Awards met zes prijzen. Naast de prijzen voor film en hoofdrolspeelster werden Folman en Sivan ook geëerd voor hun regie. Bij de Oscaruitreiking van 1997 stond Saint Clara op de shortlist voor Beste Buitenlandse Film, maar ze haalde het niet bij de vijf genomineerden.
Na verder te hebben gewerkt aan documentaires, volgde Folman's tweede speelfilm in 2001 met Made in Israel, zonder de deelname van Ori Sivan. De low-budget productie concentreert zich op de uitlevering van een 82-jarige nazi-crimineel uit Syrië aan Israël, die achtervolgd wordt door twee onderling strijdende kidnapper-commando's. De Israëlische filmacademie stond opnieuw open voor het werk van Folman, met Menashe Noy, Yevgeniya Dodina en Sasson Gabai in de hoofdrollen, maar gaf de voorkeur aan de romantische komedie Late Marriage van Dover Kosashvili. In Duitsland bekritiseerde de filmdienst vooral het "clichématige scenario" en de "productie die vervalt in hectische drukte" waarmee Folman probeert "de gespannen verhouding van de jonge Israëlische generatie tot het nazi-tijdperk te satiriseren".
Naast het regisseren van documentaires en speelfilms was Folman, samen met Ori Sivan, ook verantwoordelijk voor de bekroonde Israëlische televisieserie BeTipul (2005), waarin een succesvolle psychotherapeut (gespeeld door Assi Dayan) zijn leven in twijfel trekt en zelf zijn voormalige therapeut opzoekt. De Amerikaanse televisiezender HBO maakte gebruik van dit format en bedacht in 2008 de serie In Treatment met Gabriel Byrne als het titelpersonage, die voortborduurde op de ideeën van Folman.
In 2008 presenteerde Folman zijn derde speelfilm, Waltz with Bashir, die werd uitgenodigd voor het 61e Filmfestival van Cannes. In dit semi-autobiografische werk, een animatiefilm, reflecteert Folman op zijn eigen ervaringen als Israëlische soldaat in Libanon in het begin van de jaren tachtig, en op de gebeurtenissen van het bloedbad van Sabra en Shatila (1982). Waltz with Bashir, door Folman zelf een "documentaire in stripvorm" genoemd, kreeg veel lof toegezwaaid bij de première op het filmfestival van Cannes. De animatiefilm werd beschouwd als een medefavoriet voor de Palme d'Or, de hoofdprijs van het filmfestival, maar werd niet bekroond. Maanden later werd Waltz with Bashir geselecteerd als de officiële Israëlische inzending voor de nominatie van Beste Buitenlandse Film op de 2009 Academy Awards, en won de Golden Globe Award voor Beste Buitenlandse Film en de Israëlische Film Award in de categorieën Beste Film, Regisseur en Scenario. Voordat hij aan Waltz with Bashir werkte, had de regisseur vijf minuten durende animatiescènes onder handen genomen in de televisieserie The Material that Love is Made Of.
Na het succes van Waltz with Bashir, werkte Folman aan een vrije bewerking van Stanisław Lem's science fiction roman The Futurological Congress. Het Congres, opgenomen in Duitsland en elders en uitgebracht in 2013, is voor de helft geanimeerd, waarbij de regisseur deze keer de klassieke animatie uit de jaren 1930 en 1940 benadert. Robin Wright speelt de hoofdrol als een actrice in moeilijkheden die haar digitale gelijkenis verkoopt aan een machtsgeile mediabedrijf.
In 2012 werd Folman benoemd in de competitiejury van het 69e Internationale Filmfestival van Venetië.
In 2017 publiceerde hij Het dagboek van Anne Frank als graphic novel samen met grafisch kunstenaar David Polonski.